# Болеславчицька сільська рада
Болесла́вчицька сільська́ ра́да — орган місцевого самоврядування в Первомайському районі Миколаївської області. Адміністративний центр — село Болеславчик.

## Загальні відомості
- Населення ради: 1 245 осіб (станом на 2001 рік)

## Населені пункти
Сільській раді підпорядковані населені пункти:
- с. Болеславчик
- с. Станіславчик

## Склад ради
Рада складається з 16 депутатів та голови.
- Голова ради: Попов Азім Урманович
- Секретар ради: Голуб Любов Іванівна

### Керівний склад попередніх скликань
| Прізвище, ім'я, по батькові  | Основні відомості                                                               | Дата обрання | Дата звільнення |
| ---------------------------- | ------------------------------------------------------------------------------- | ------------ | --------------- |
| Почеха Олександра Михайлівна | Сільський голова, 1962 року народження, член Народної партії                    | 26.03.2006   | 31.10.2010      |
| Попов Азім Урманович         | Сільський голова, 1961 року народження, освіта середня спеціальна, безпартійний | 31.10.2010   |                 |

Примітка: таблиця складена за даними сайту Верховної Ради України

### Депутати
За результатами місцевих виборів 2010 року депутатами ради стали:

#### За суб'єктами висування
| Суб'єкт висування           | Кількість обраних депутатів | %    |
| --------------------------- | --------------------------- | ---- |
| Партія регіонів             | 10                          | 62,5 |
| Самовисування               | 5                           | 31,3 |
| Комуністична партія України | 1                           | 6,3  |

#### За округами
| № округу                    | Прізвище, ім'я, по батькові      | Дата визнання обраним | Освіта             | Партійна приналежність            | Відомості про обраного депутата                |
| --------------------------- | -------------------------------- | --------------------- | ------------------ | --------------------------------- | ---------------------------------------------- |
| Комуністична партія України |                                  |                       |                    |                                   |                                                |
| 9                           | Трачук Людмила Степанівна        | 03.11.2010            | середня спеціальна | член Комуністичної партії України | ПСП "Заповіт", директор                        |
| Партія регіонів             |                                  |                       |                    |                                   |                                                |
| 1                           | Голуб Любов Іванівна             | 03.11.2010            | середня спеціальна | член Партії регіонів              | Болеславчицька сільська Рада, секретар         |
| 2                           | Сокуренко Людмила Валентинівна   | 03.11.2010            | середня спеціальна | член Партії регіонів              | Болеславчицька сільська Рада, соц.працівник    |
| 3                           | Клименко Сергій Іванович         | 03.11.2010            | вища               | член Партії регіонів              | Болеславчицька НВК, вчитель                    |
| 5                           | Ємельянова Наталія Володимирівна | 03.11.2010            | середня спеціальна | член Партії регіонів              | підприємець                                    |
| 6                           | Бойченко Любов Анатоліївна       | 03.11.2010            | середня спеціальна | член Партії регіонів              | Болеславчицька НВК, вчитель                    |
| 8                           | Сорокопуд Олександр Іванович     | 03.11.2010            | середня спеціальна | член Партії регіонів              | СЦБ, електромеханік                            |
| 12                          | Жолубак Алла Семенівна           | 03.11.2010            | вища               | член Партії регіонів              | Станіславчицька загальноосвітня школа, вчитель |
| 13                          | Плечій Інна Вікторівна           | 03.11.2010            | середня спеціальна | член Партії регіонів              | Болеславчицька сільська рада, бухгалтер        |
| 14                          | Сарапіна Людмила Адольфівна      | 03.11.2010            | вища               | член Партії регіонів              | Станіславчицька загальноосвітня школа, вчитель |
| 15                          | Ткаченко Ольга Олександрівна     | 03.11.2010            | вища               | член Партії регіонів              | Станіславчицька загальноосвітня школа          |
| Самовисування               |                                  |                       |                    |                                   |                                                |
| 4                           | Ткачук Лариса Володимирівна      | 03.11.2010            | середня спеціальна | позапартійна                      | пенсіонер                                      |
| 7                           | Василенко Володимир Миколайович  | 03.11.2010            | середня            | позапартійний                     | Первомайське відділення ДО, охоронець          |
| 10                          | Соловйова Тетяна Миколаївна      | 03.11.2010            | середня спеціальна | позапартійна                      | Сільська бібліотека, бібліотекар               |
| 11                          | Дерій Андрій Дмитрович           | 03.11.2010            | середня            | позапартійний                     | тимчасово не працює                            |
| 16                          | Кузьмик Григорій Степанович      | 03.11.2010            | середня            | позапартійний                     | ПВКП "ТРОЯ", тракторист                        |